# Прокруст
Прокруст или Дамастес, (грч. Prokrustes, лат. Procrustes) је био разбојник из грчке митологије. 

## Митологија
По миту Прокруст је живео у Атици, у долини реке Кефис и имао је гостионицу у коју је позивао путнике намернике да их угости и да се одморе у његовој постељи. Ако је постеља госту била мала Прокруст би му одсецао ноге, а ако би му постеља била велика он би га истезао.
Дамастес је надимак који је Прокруст и добио по растезању. Прокруст = „Растезач“.
Прокруста је убио јунак Тезеј тако што га је оборио на сопствену постељу која му је била прекратка.
Прокруст је имао сина Синиса, разбојника који је живео на Коринтској превлаци.

## Прокрустова постеља
Прокрустова постеља је фраза која се употребљава када се нешто силом покушава укалупити у неодговарајуће оквире или да означи праву меру (ни више ни мање).